# Кондопога
Ко́ндопо́га (карел. Kondupohju, фин. Kontupohja, вепс. Kondopog) — город в Республике Карелия Российской Федерации. Административный центр Кондопожского района, образующий Кондопожское городское поселение.
Третий по численности населения город в республике.
Распоряжением Правительства РФ от 29 июля 2014 года № 1398-р «Об утверждении перечня моногородов» город включён в категорию «Монопрофильные муниципальные образования Российской Федерации (моногорода) с наиболее сложным социально-экономическим положением».

## Этимология
Об этимологии топонима существует ряд гипотез. По оценке Е. М. Поспелова, наиболее реалистичной является версия, согласно которой первая часть названия — «кондо» — происходит из карельского kondii «медведь», а «пога» — из карельского pohja — «дальний угол, конец залива, бухта», то есть название в целом осмысливается как «медвежий угол».
Согласно «Словарю топонимов Карелии» Н. Мамонтовой, часть kondu означает «крестьянский двор».

## География

### Географическое положение
Город расположен на берегу Кондопожской губы Онежского озера, в глубине залива, несколько северо-восточнее устья реки Суна. С севера от Кондопоги находится озеро Нигозеро, из которого через город в Онежское озеро идёт канал Кондопожской ГЭС.
Расстояние от Петрозаводска — 54 км по автодорогам или 46 км по прямой на карте.
Географическая широта — 62°12'. Географическая долгота — 34°16'.

### Климат
Климат в Кондопоге умеренно континентальный, с чертами морского. Зима продолжительная, а лето короткое и прохладное.
Город приравнен к районам Крайнего Севера.
| Показатель                    | Янв. | Фев. | Март | Апр. | Май | Июнь | Июль | Авг. | Сен. | Окт. | Нояб. | Дек. | Год |
| ----------------------------- | ---- | ---- | ---- | ---- | --- | ---- | ---- | ---- | ---- | ---- | ----- | ---- | --- |
| Средний суточный максимум, °C | −9   | −8   | −2   | 4    | 12  | 17   | 20   | 17   | 12   | 5    | −1    | −6   | 5   |
| Средний суточный минимум, °C  | −16  | −14  | −9   | −3   | 3   | 8    | 11   | 9    | 5    | 0    | −6    | −12  | −2  |
| Норма осадков, мм             | 30   | 20   | 30   | 35   | 40  | 60   | 70   | 85   | 70   | 55   | 45    | 40   | 580 |
| Источник: Яндекс-погода       |      |      |      |      |     |      |      |      |      |      |       |      |     |

## История
Первое упоминание о поселении на месте современного города относится к 1495 году.
В XVI веке на этой территории существовал ряд небольших деревень, известных по документам той эпохи.
До XVIII века Кондопожский край находился в составе Кижского погоста.
В 1757 и 1764 годах близ Кондопоги — в деревнях Тивдия и Белая Гора — были открыты месторождения мрамора, которые начали интенсивно разрабатываться. Кондопога стала перевалочным пунктом, откуда мрамор отгружался в Санкт-Петербург.
Немалую роль в истории села сыграла и разработка залежей железной руды, которую перевозили отсюда на металлургические заводы Петровской слободы и на Кончезерский завод (Кончезеро).
В 1769 году на территории Кижского погоста вспыхнуло восстание государственных крестьян, приписанных к Олонецким горным заводам. В восстании участвовали и крестьяне Кондопожской волости.
В 1892 году в Кондопоге насчитывалось 48 домов, 300 жителей, 2 церкви, училище. В ней ежегодно с 8 по 15 сентября проводилась ярмарка. Вблизи находилась известная Тивдийская мраморная ломка.
К началу XX века, в результате административно-территориальных реформ XVIII—XIX веков, Кондопожская волость вошла в состав Петрозаводского уезда Олонецкой губернии.
По сведениям на 1911 год в Кондопоге действовали двухклассное земское училище и женское земское училище.

### Советская Карелия

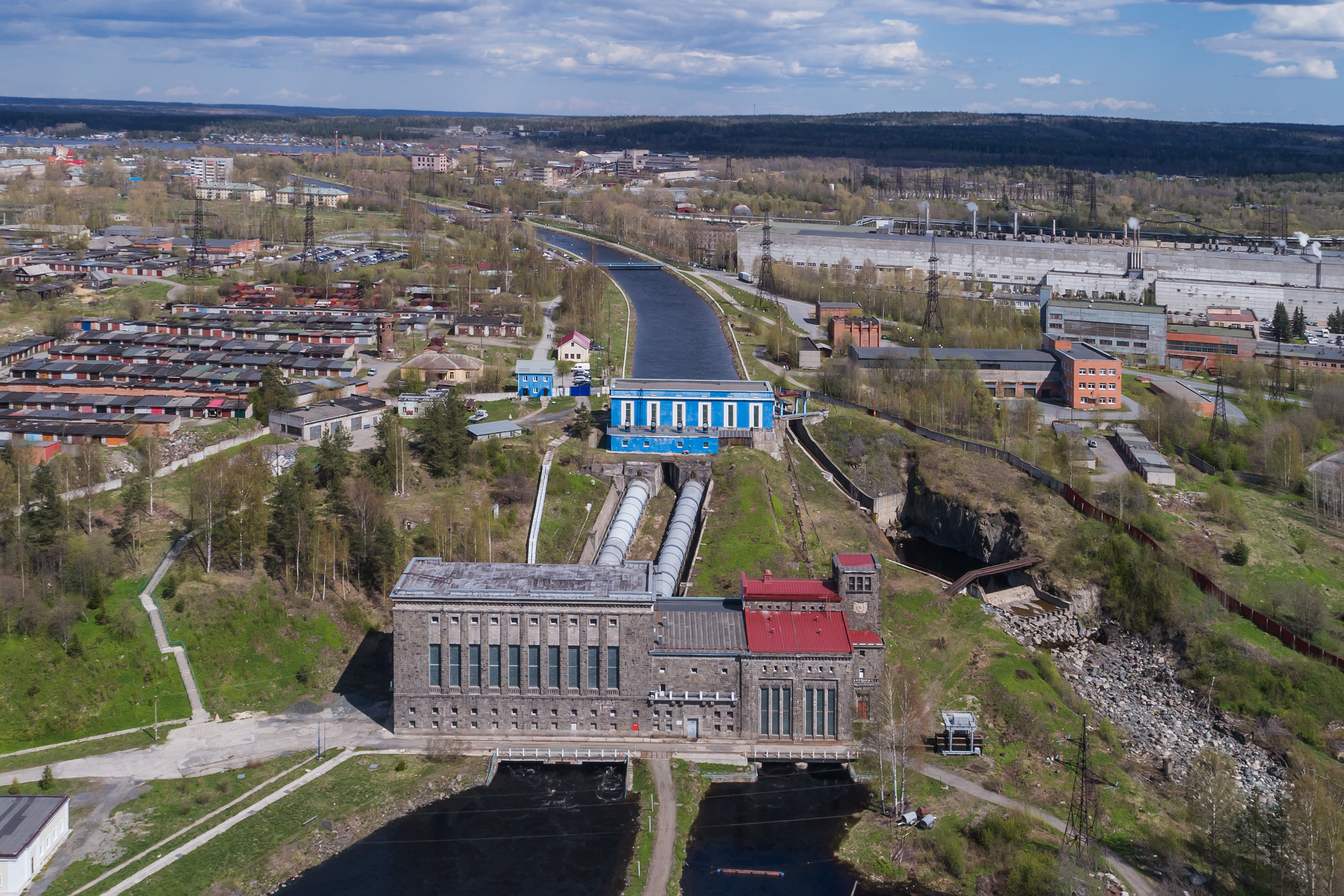
Кондопожская ГЭС

В июне 1920 года на населённых карелами территориях Олонецкой и Архангельской губерний была образована Карельская трудовая коммуна. В состав КТК вошли город Петрозаводск и карельские волости Олонецкого, Петрозаводского и Повенецкого уездов.
Созданный в 1921 году Карельский плановый комитет (Карплан) в первые месяцы своей работы начал переговоры с Северо-Западной строительной комиссией (Севзапстрой) о строительстве целлюлозно-бумажного комбината и ГЭС в Кондопоге по проекту Генриха Графтио . 26 апреля 1921 года Совнарком РСФСР утвердил проект строительства. Однако продовольственный кризис и крестьянское восстание в конце года вынудили Карплан отложить начало строительства.
Летом 1923 года Карельская трудовая коммуна была преобразована в Автономную Карельскую Советскую Социалистическую Республику. Тогда же, в середине 1923 года, Карельский Совнархоз учредил администрацию проекта Кондострой; работа началась в августе. Завершить проект намеревались к августу 1926 года. Однако, из-за нехватки средств, реализация проекта затянулась до 1929 года — строительство ГЭС было завершено в начале года, а целлюлозно-бумажного комбината — позже.
29 августа 1927 года уездное деление Автономной Карельской ССР было упразднено. Вместо уездов, были образованы районы. На территории Кондопожской волости Петрозаводского уезда был образован Кондопожский район. Рабочий посёлок Кондопога стал районным центром.
С 1931 года село Кондопога — центр Кондопожского района Автономной Карельской ССР.
В 1932—1936 годах действовал Кондопожский рыбоводный завод.
В 1938 году Кондопога приобретает статус города.

#### Военные годы
В годы Великой Отечественной войны город был оккупирован финскими войсками 3 ноября 1941 года и освобождён 28 июня 1944 года войсками Карельского фронта в ходе Свирско-Петрозаводской операции.

#### Послевоенный город
В 1950-е годы Кондопога была объявлена всесоюзной ударной стройкой.

### Российская Федерация
В конце августа — начале сентября 2006 года в Кондопоге произошли массовые беспорядки на этнической почве (повод — убийство двух местных жителей чеченцами). События имели большой резонанс в СМИ и обществе. Стабилизировать ситуацию удалось лишь после прибытия в город дополнительных сил ОМОНа из Петрозаводска, отъезда большого числа граждан чеченской национальности и массовых задержаний горожан.

## Герб
Первый проект герба города предложен петрозаводским инженером В. В. Хакала в 1983 году — он представлял собой белый рулон бумаги и электрическую лампочку на фоне голубого поля геральдического щита и красный многоугольник, на котором была изображена зелёная ель и дата присвоения Кондопоге статуса города. Этот проект не был утвержден.
В настоящее время в качестве герба города неофициально используется герб Кондопожского района, утверждённый в 1999 году (автор — И. Р. Кабанова).

Герб представляет собой геральдический щит, на котором изображены: с левой стороны — Успенская церковь, с правой — две ели на скале, в нижней части — поток падающей воды, символизирующий водопад Кивач.
— Геральдика Карелии
В 2011 году Кондопожское городское поселение объявило конкурс по созданию герба города. Успенская церковь, изображённая на гербе, сгорела 10 августа 2018 года.

## Население
| 1933    | 1937    | 1939    | 1959    | 1967    | 1970    | 1979    | 1989    | 1992    |
| ------- | ------- | ------- | ------- | ------- | ------- | ------- | ------- | ------- |
| 3833    | ↗10 875 | ↗13 374 | ↗16 060 | ↗23 000 | ↗27 908 | ↗35 198 | ↗36 365 | ↗37 400 |
| 1996    | 1998    | 2000    | 2001    | 2002    | 2003    | 2005    | 2006    | 2007    |
| ↘36 700 | →36 700 | →36 700 | →36 700 | ↘34 863 | ↗34 900 | ↘34 400 | ↘34 100 | ↘33 850 |
| 2008    | 2009    | 2010    | 2011    | 2012    | 2013    | 2014    | 2015    | 2016    |
| ↘33 700 | ↘33 443 | ↘32 987 | ↗33 000 | ↘32 415 | ↘31 962 | ↘31 646 | ↘31 501 | ↘31 203 |
| 2017    | 2018    | 2019    | 2020    | 2021    | 2023    |         |         |         |
| ↘30 802 | ↘30 299 | ↘29 735 | ↘29 128 | ↘25 851 | ↘25 295 |         |         |         |

На 1 января 2025 года по численности населения город находился на 567-м месте из 1124 городов Российской Федерации.
| Национальности | 1926  | 1926  |
| Национальности | число | %     |
| -------------- | ----- | ----- |
| Всего          | 2608  | 100   |
| русские        | 2275  | 87,23 |
| карелы         | 130   | 5,71  |
| финны          | 101   | 3,87  |
| прочие         | 102   | 3,91  |

По итогам переписи населения 2020 года проживали следующие национальности (национальности менее 0,1 % и другое, см. в сноске к строке «Другие»):
| Национальность | Численность, чел. | Доля     |
| -------------- | ----------------- | -------- |
| Русские        | 23 045            | 89,15 %  |
| Карелы         | 663               | 2,56 %   |
| Белорусы       | 376               | 1,45 %   |
| Финны          | 248               | 0,96 %   |
| Украинцы       | 153               | 0,59 %   |
| Вепсы          | 42                | 0,16 %   |
| Азербайджанцы  | 31                | 0,12 %   |
| Поляки         | 29                | 0,11 %   |
| Армяне         | 29                | 0,11 %   |
| Другие         | 1235              | 4,79 %   |
| Итого          | 25 851            | 100,00 % |

## Главы городского поселения
Главы Кондопожского городского поселения (избирается жителями):
- В 1994—1998 годах глава местного самоуправления Кондопоги — Андрей Андреевич Кригер[47];
- 1998—2006 — Александр Иванович Туркеничев (подал в отставку);
- 2006—2009 — Анатолий Михайлович Папченков[48];
- 2009—2018 Валерий Иванович Анхимов[49];
- С 2018 года Зацепин Дмитрий Александрович глава Кондопожского городского поселения, председатель совета. С сентября 2018 полномочия исполнительной власти переданы Администрации Кондопожского муниципального района.[источник не указан 1994 дня]

## Экономика

### Промышленность

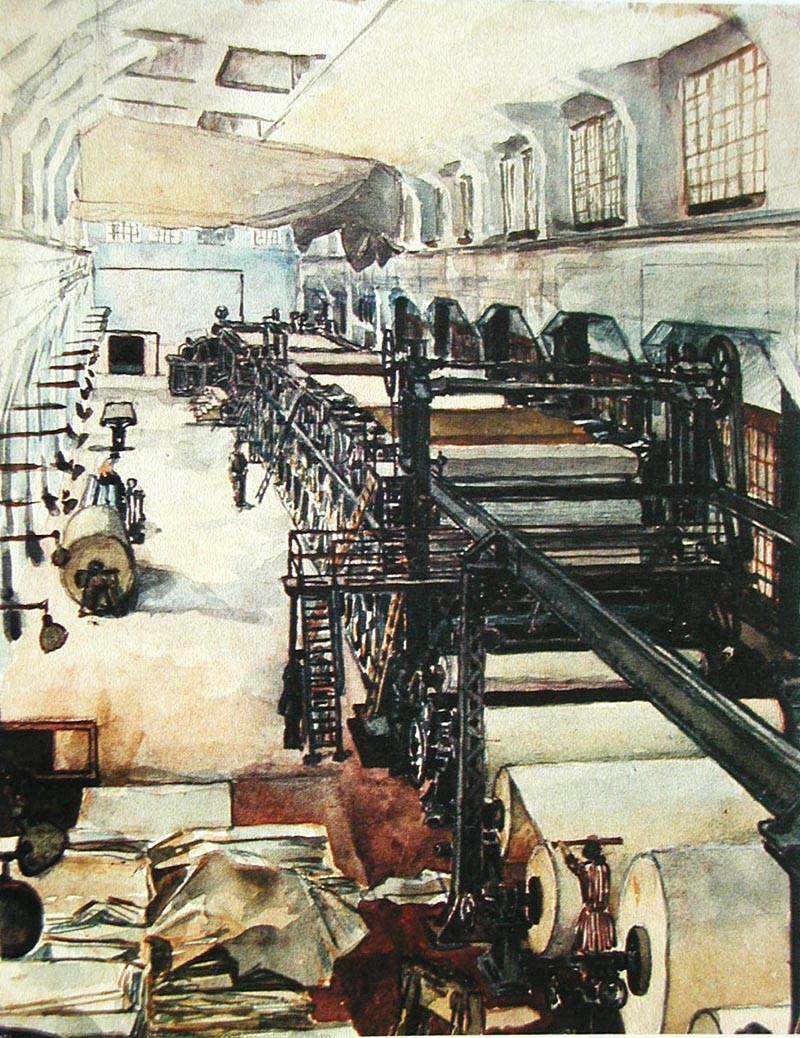
Главная машина Кондопожской бумажной фабрики 1933-1934, Генрих Фогелер

Градообразующее предприятие города — Кондопожский целлюлозно-бумажный комбинат. Старейшее предприятие района — ОАО «Кондопожское лесопромышленное хозяйство» — основано 9 августа 1929 года. Помимо этого, в районе работает  Кондопожское муниципальное многоотраслевое предприятие жилищно-коммунального хозяйства, АО «Кондопожский лесо-экспортный завод», АО «Кондопожский леспромхоз», Кондопожская ГЭС ПАО «ТГК-1». 

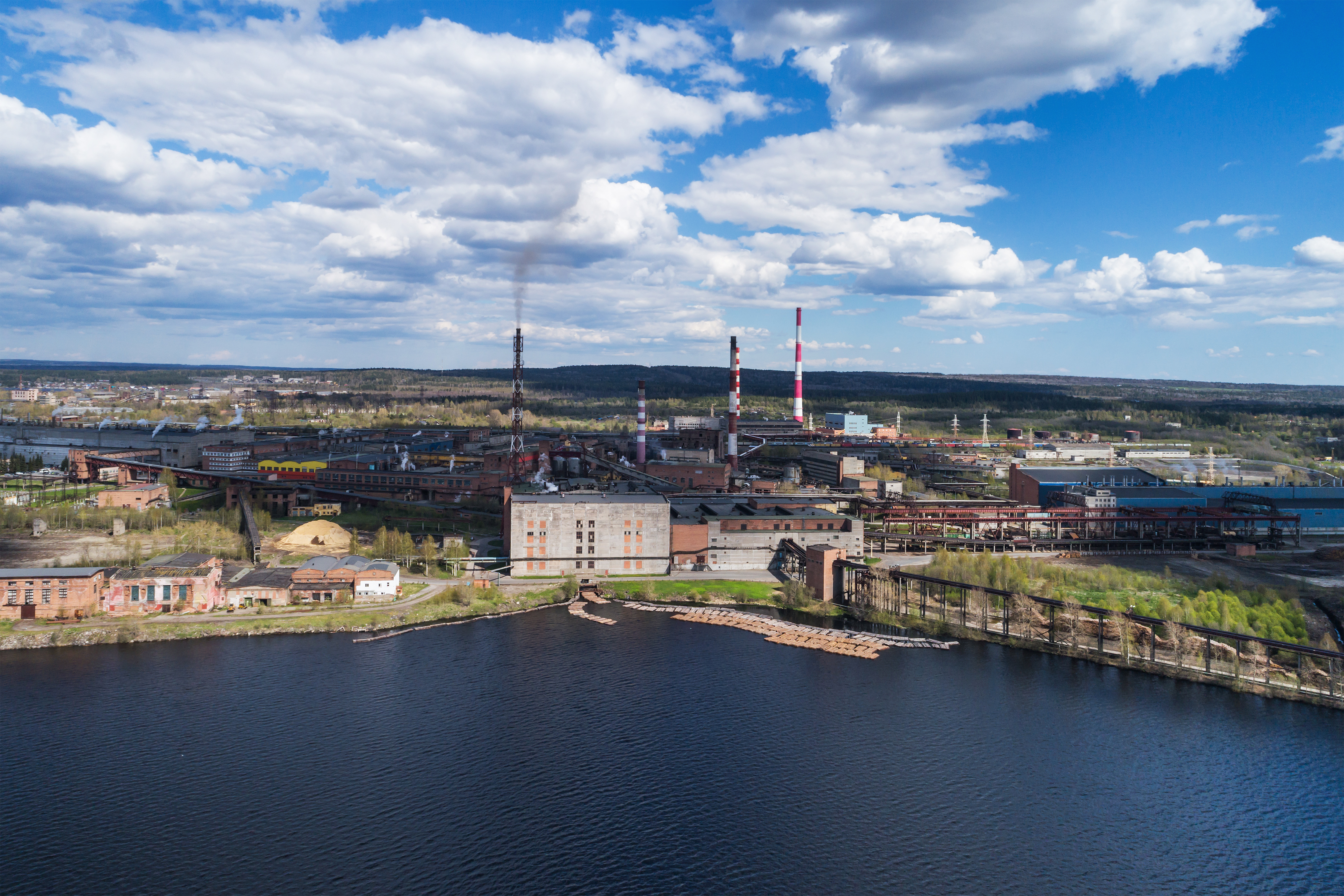
Кондопожский ЦБК
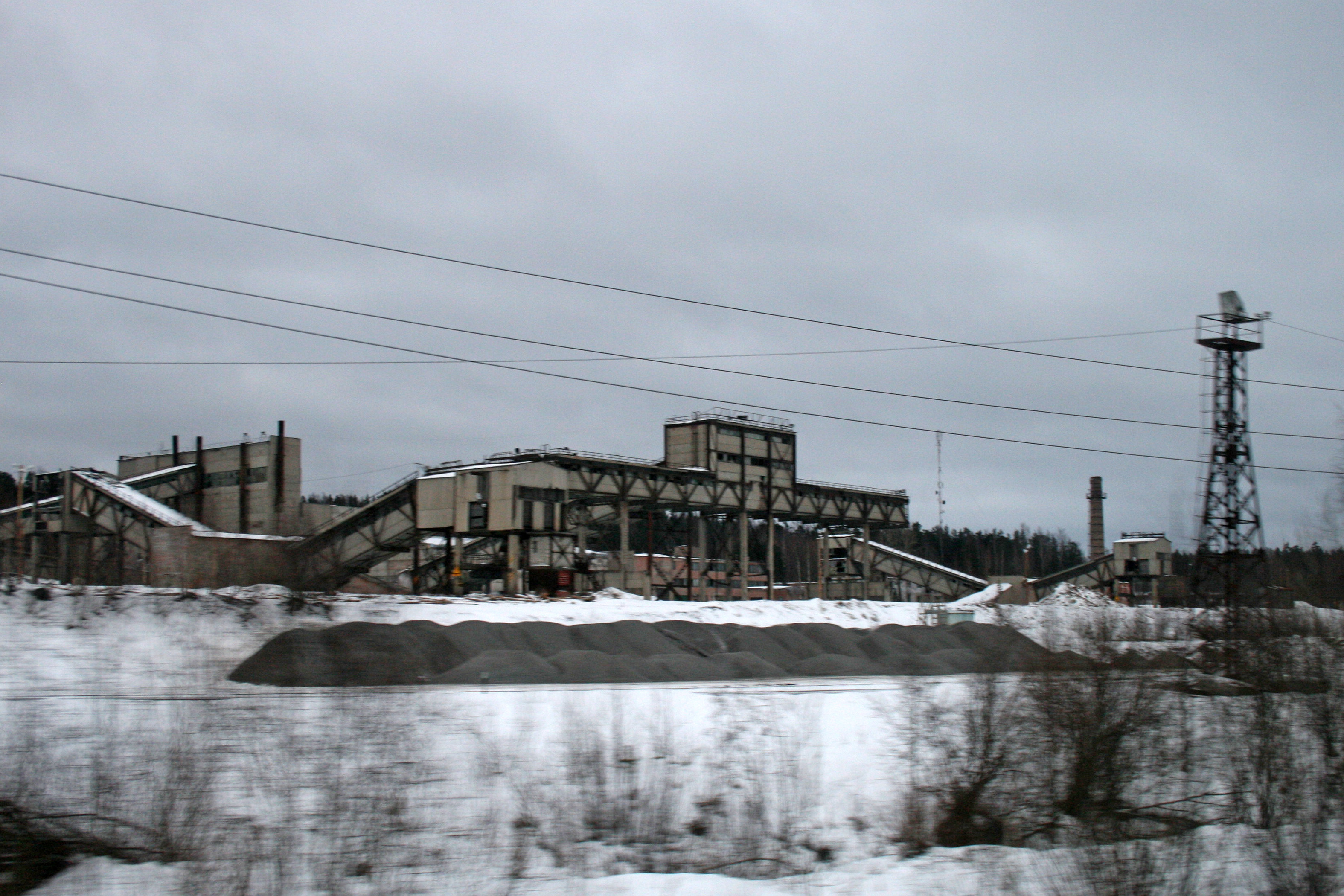
Кондопожский шунгитовый завод

### Торговля
Важным сектором экономики города является розничная торговля. В Кондопоге работают такие крупные торговые сети, как «Пятёрочка», «Магнит», «Светофор», «DNS», «Красное&Белое», «Fix Price» и другие.

Крупнейшие торговые центры — «Лотос City», «Рубин».

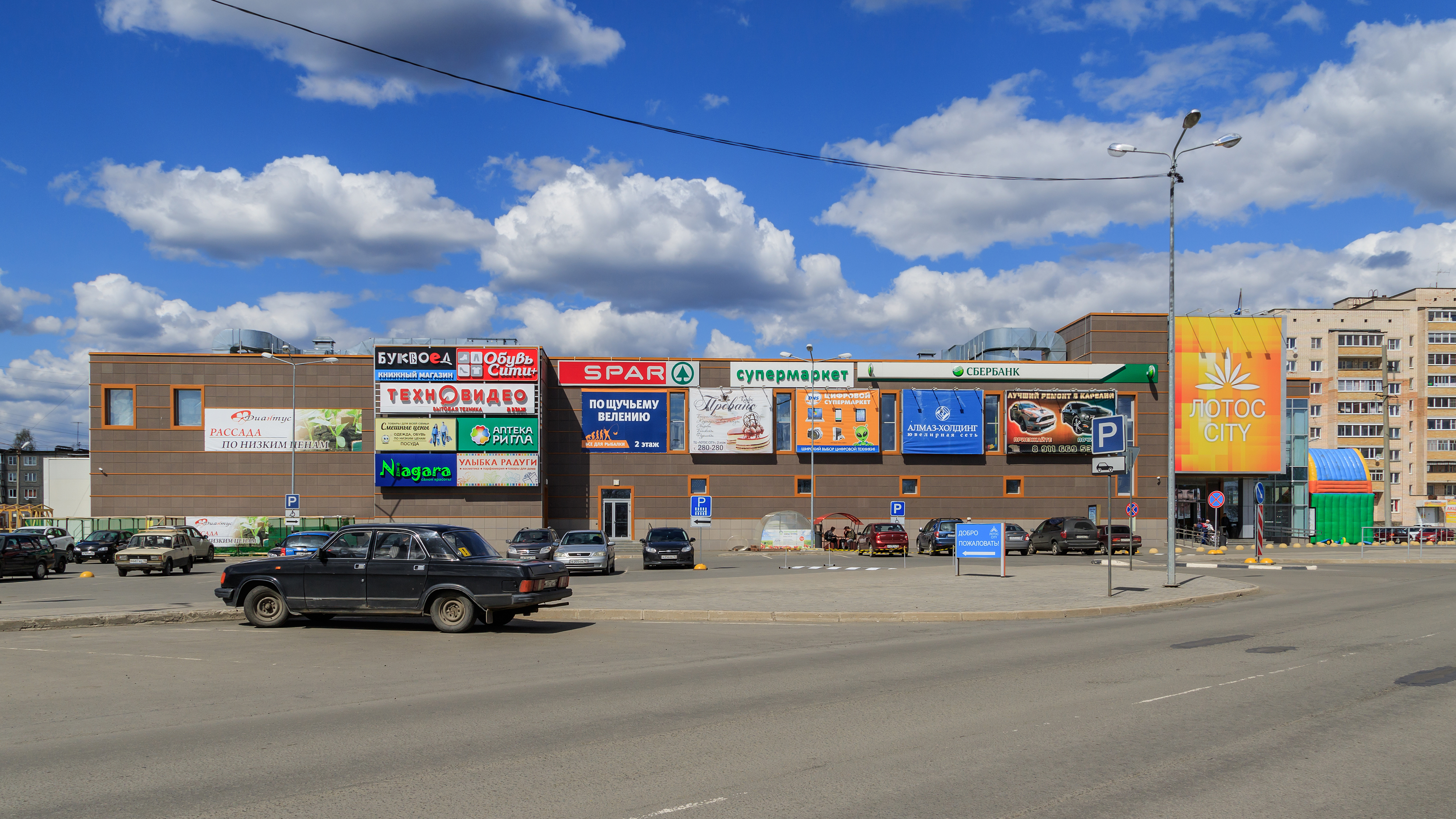
ТРК «Лотос»

### Туризм
С 2007 года в Кондопожском районе началась программа, призванная изменить ситуацию в отрасли туризма. Осуществляется поэтапный капитальный ремонт муниципальной гостиницы «Кивач».
Большинство туристических объектов и маршрутов расположены в Кондопожском районе. В самой Кондопоге развиваются, в основном, музейная и гостиничная деятельности.
Реки и водоёмы прилегающих к городу окрестностей пользуются популярностью среди любителей рыбной ловли.

## Транспорт

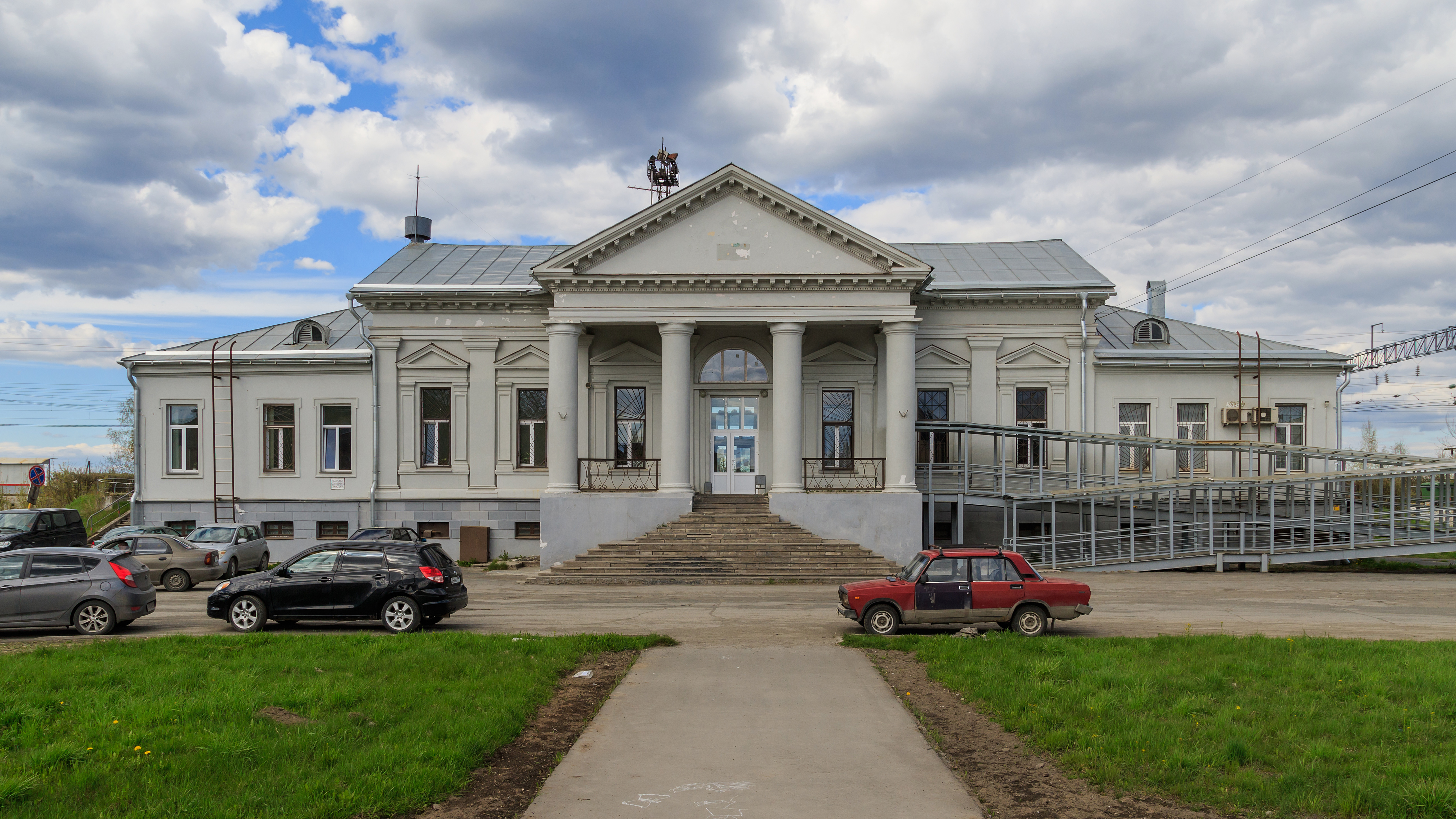
Железнодорожный вокзал станции Кондопога

### Железная дорога
Через город проходит Октябрьская железная дорога — станции 454 км, Кондопога, Нигозеро. При станции Кондопога работает железнодорожный вокзал (Привокзальная площадь).
Пригородные поезда, следующие по маршруту Петрозаводск — Медвежья Гора и Медвежья Гора — Петрозаводск (два раза в день).
Ежедневные транзитные поезда из Мурманска и, наоборот, в Мурманск.

### Автобусный транспорт
С автовокзала (Привокзальная площадь) отходят автобусы на Петрозаводск. Помимо этого, автобусы связывают Кондопогу с её пригородами, а также с Медвежьегорском, Сегежей и Пудожем.
Работают несколько городских автобусных маршрутов.

### Водный транспорт
Водный транспорт в Кондопоге действовал в советское время (осуществлялась связь с островами на озеро Сандал) и экскурсионные линии по Онежскому озеру на Кижи.

## Образование

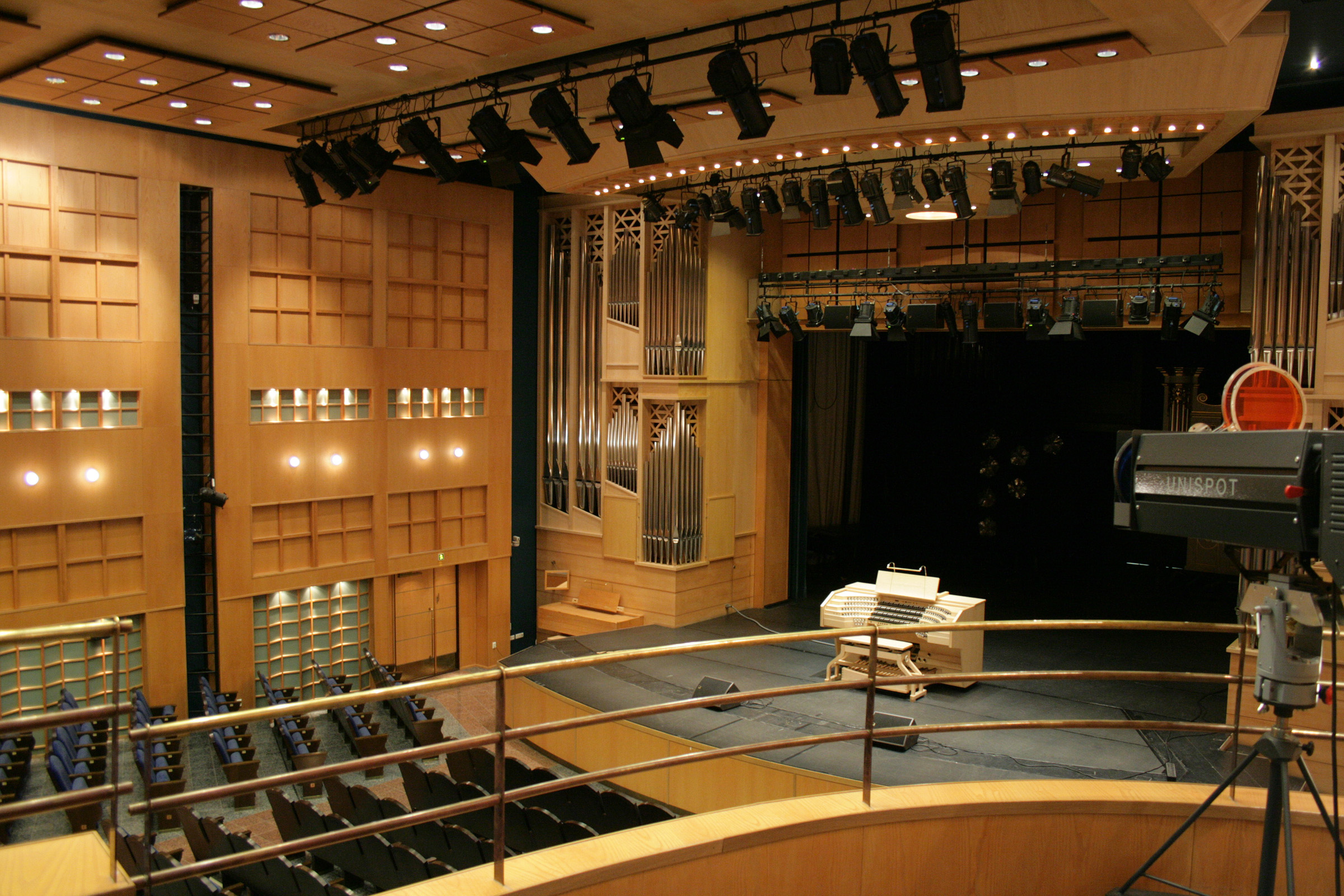
Сцена Дворца искусств ОАО «Кондопога»

Основное общее и полное общее образование в Кондопоге обеспечивают МОУ СОШ № 1, 2, 3, 6, 7, 8. Дополнительное образование дети получают в художественной, музыкальной и двух спортивных школах, Дворце искусств ОАО «Кондопога», Дворце спорта ОАО «Кондопога», Доме творчества детей и юношества, творческом центре ОАО «Кондопога», военно-спортивном клубе «Десантник» и некоторых других учреждениях.
- Среднее профессиональное образование обеспечивает ГБПОУ РК «Кондопожский техникум» (бывш. профессиональное училище № 15).
- ФГБПОУ «Государственное училище (техникум) олимпийского резерва в г. Кондопоге».

## Культура

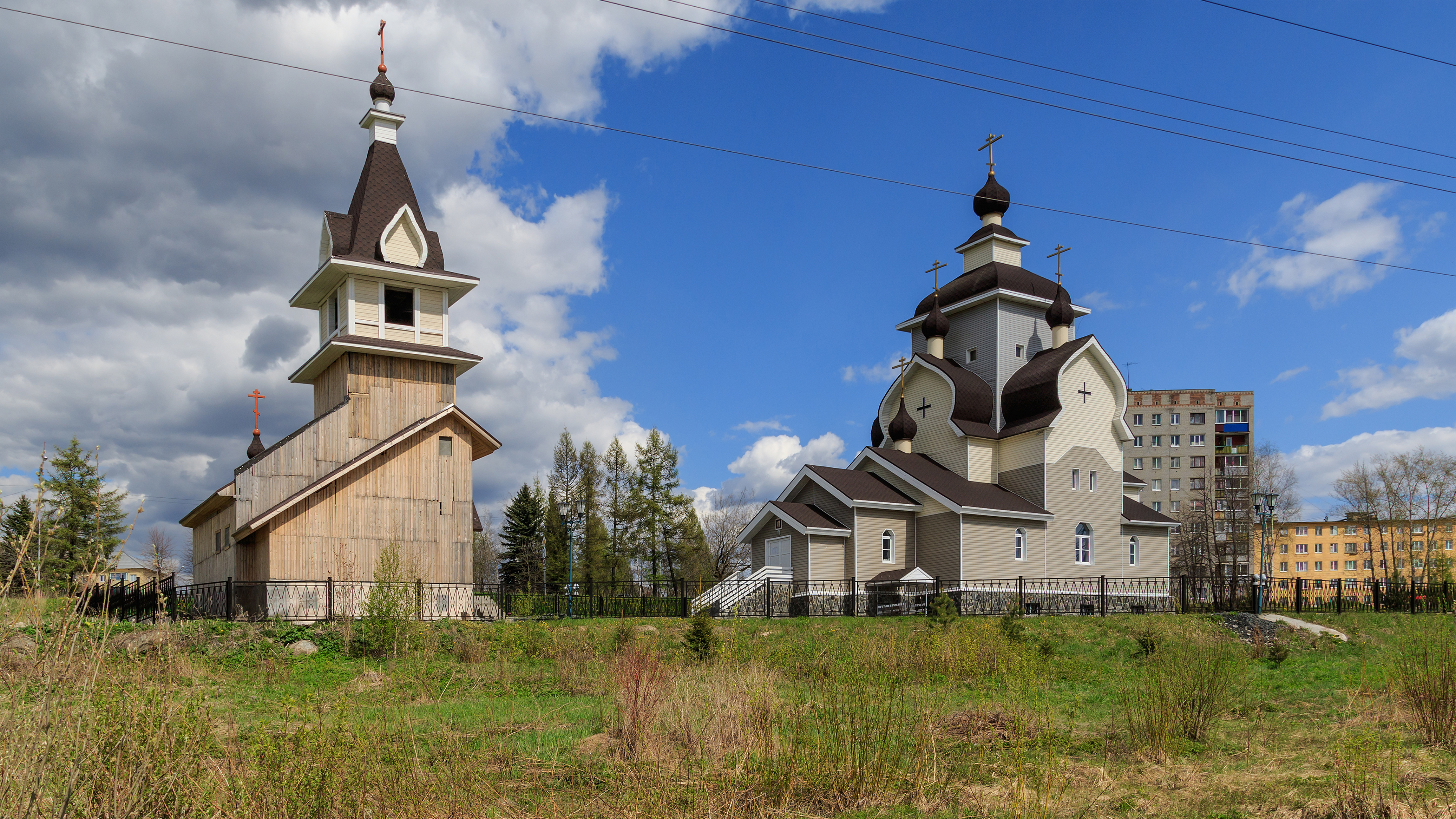
Церковь Рождества Пресвятой Богородицы, слева — звонница

Главная сцена Кондопоги — Дворец искусств, открытый в январе 2000 года после реставрации. Ранее это был Дом культуры кондопожских бумажников. В его зале установлен орга́н немецкой фирмы «Рудольф фон Беккерат» (нем. Rudolf von Beckerath Orgelbau).
Работает краеведческий музей — Музей Кондопожского края, открытый в 1984 году (основатель — заслуженный учитель Карельской АССР С. В. Шежемский). Его коллекция включает в себя предметы археологических раскопок, образцы белогородского мрамора, предметы карельского быта, фотографии и документы по истории города и района, предметы и документы периода Великой Отечественной войны и собрание живописи и графики карельских мастеров.
Библиотечное обслуживание осуществляет Муниципальное учреждение «Кондопожская центральная районная библиотека» имени Бориса Кравченко и библиотеки поселений. Центральная районная библиотека выполняет функции межпоселенческой библиотеки в районе, то есть организует библиотечное обслуживание населения поселений, входящих в состав Кондопожского муниципального района.
В декабре 2001 года в городе установлены карильоны — архитектурная композиция, состоящая из 23 колоколов, исполняющих с помощью компьютерной программы мелодии. Карильоны подарены городу Голландией.

## Религия

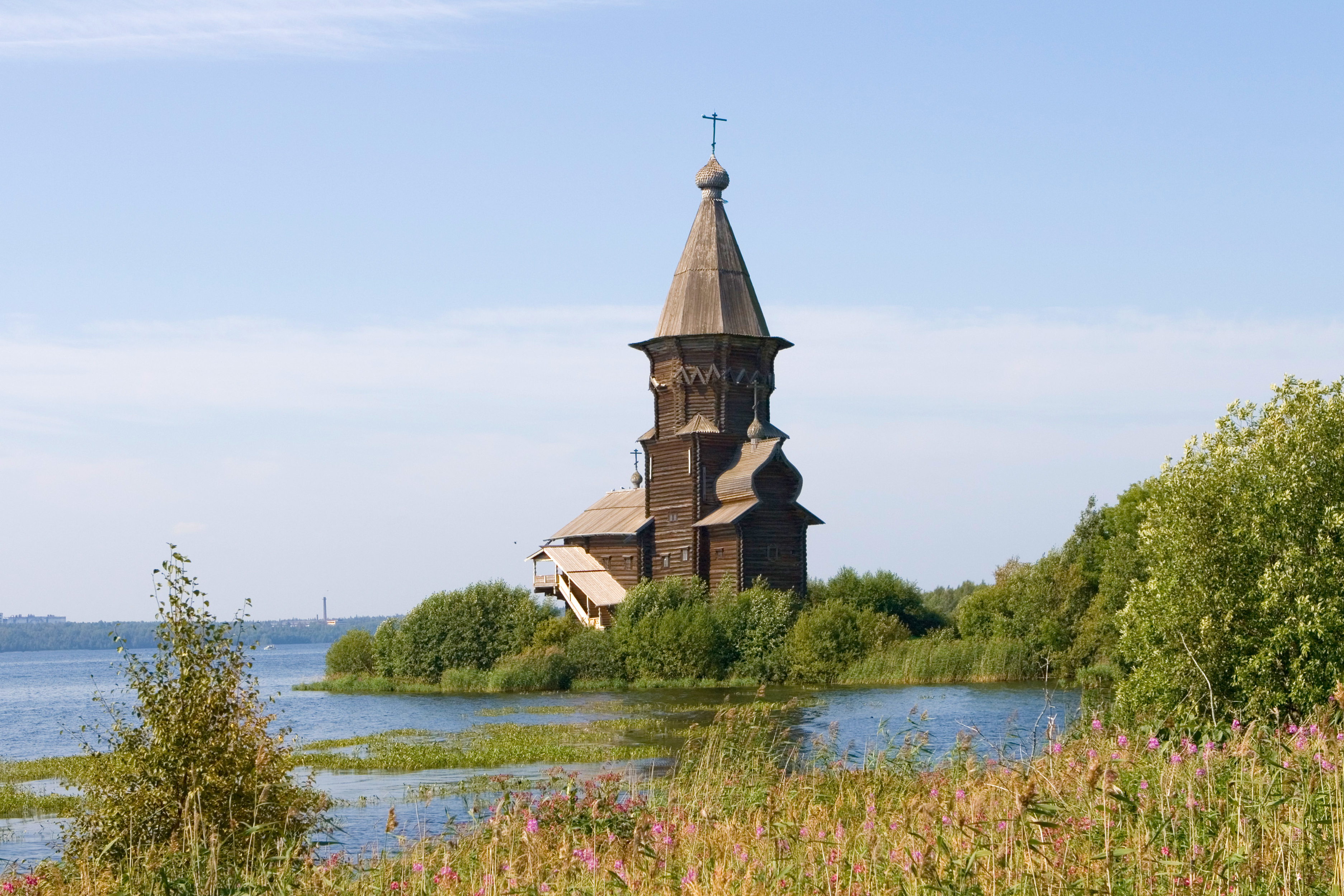
Кондопожская Успенская церковь (1774) сгорела 10 августа 2018 года

Исторически наиболее значимой религией в Кондопоге является православное христианство. В 1774 году была построена Успенская церковь (сгоревшая 10 августа 2018 года). Основная православная церковь в городе — храм Рождества Пресвятой Богородицы. Кроме того, действует Сретенская церковь, которая с 1995 по 2009 годы была единственным православным храмом в Кондопоге. Все православные храмы принадлежат Петрозаводской и Карельской епархии РПЦ (Московский Патриархат).
В 1949—1950 годы в Карело-Финскую ССР приехала значительная группа финнов-ингерманландцев, некоторые из которых начали обустраивать жизнь в Кондопоге. Большая часть приехавших исповедовала лютеранскую веру. В 1990 году зарегистрирован Кондопожский евангелическо-лютеранский приход Церкви Ингрии. К 2004 году лютеранский приход построил в городе церковь. Это крупнейшая в Карелии лютеранская церковь.

## Спорт

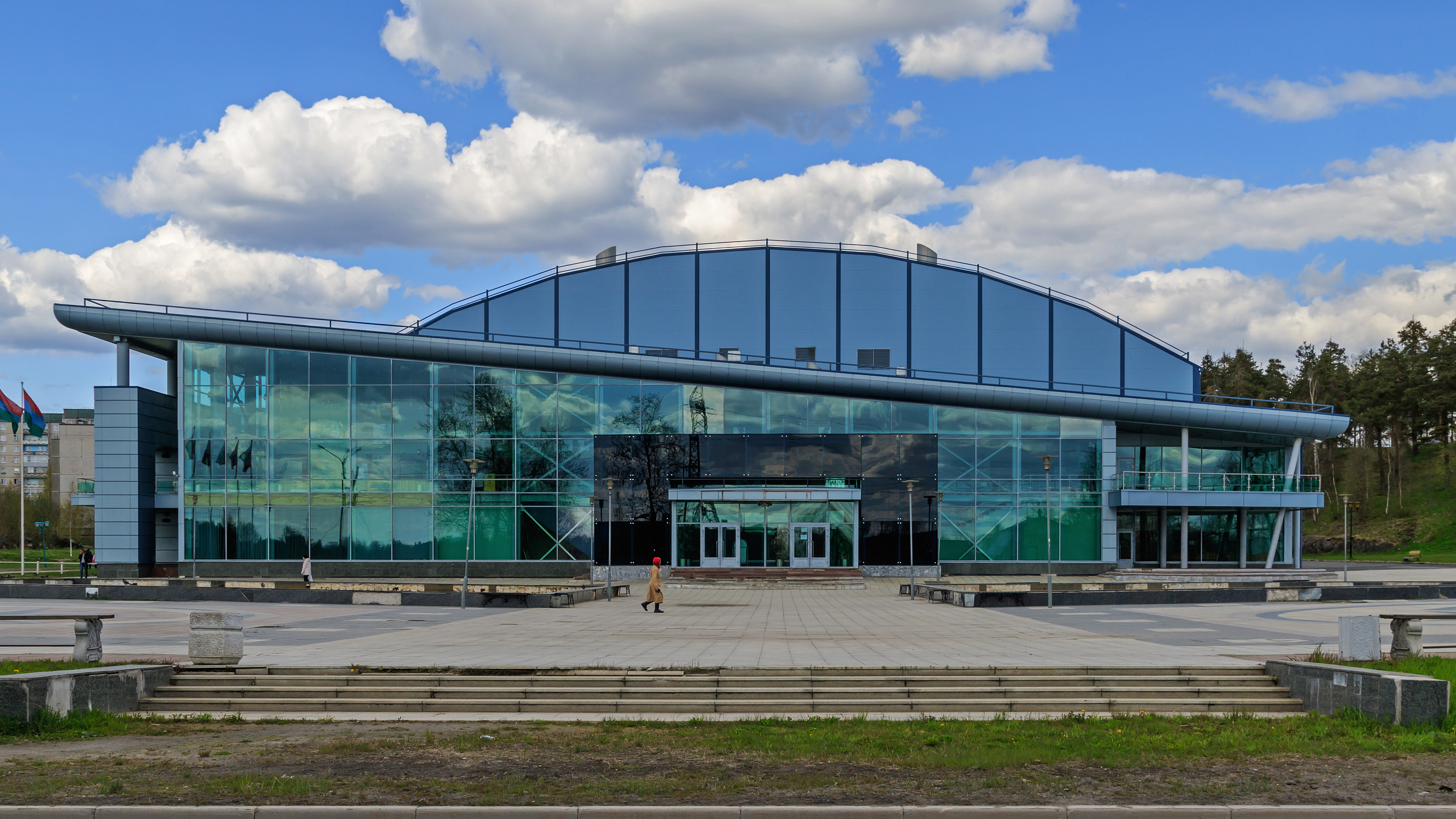
Ледовый дворец в Кондопоге

В Кондопоге действуют Ледовый дворец и Дворец спорта. Ледовый дворец на 1850 зрителей был открыт 12 декабря 2001 года.
Первая футбольная команда в Кондопоге образована в 1918 году при спортивном кружке конторы по постройке завода азотной кислоты. В 1924 году была образована футбольная команда Кондостроя. В 1997 году в городе стал действовать футбольный клуб под названием «Кондопога» (выступал в соревнованиях любительских клубов). В 2001 году команда стала победителем отборочного турнира первенства России среди любительских футбольных клубов по МРО «Северо-Запад». В 2023 году в рамках сотрудничества ГУОР города с СШ № 7 Петрозаводска была образована команда «ГУОР-Карелия» (стала представлять Кондопогу, но домашние матчи проводить на стадионе «Юность» в Петрозаводске), принявшая участие в чемпионате и кубке СЗФО (III дивизион — ЛФК).
В 1960-х годах в Кондопоге был развит хоккей с мячом. Команда «Бумажник» в 1962 году становилась чемпионом Карелии, участвовала в розыгрыше чемпионата СССР по хоккею с мячом.
В 1979 году в Кондопоге действовал яхт-клуб, проводилась парусная регата в Кондопожской губе.
С 1951 года действует муниципальное учреждение спортивная школа олимпийского резерва имени А. П. Шелгачёва (лыжные гонки).
Имеется городской плавательный бассейн, отделение плавания при местной ДЮСШ-2 подготовило многих членов сборной Карелии по плаванию.
С октября 2012 по 2015 год в городе играла команда ВХЛ ХК ВМФ / «ВМФ-Карелия» / «СКА-Карелия», в 2015—2016 годы играла домашние матчи команда МХЛ-Б «СКА-Карелия», в сезоне 2019/20 годов в первенстве НМХЛ играет хоккейный клуб «ГУОР Карелия», в сезоне 2020/21 годов клуб из Кондопоги вернулся в систему СКА и стал называться «СКА-ГУОР Карелия». С 2022 года ХК «СКА-Карелия» выступает в МХЛ.

## Памятники истории и культуры, мемориальные доски
- Братская могила советских воинов, погибших в боях за Кондопогу в период Великой Отечественной войны. В могиле захоронены 318 солдат и офицеров Карельского фронта[72].
- Памятник советским воинам-освободителям — установленное в сентябре 1974 года — 45-мм артиллерийское орудие на бетонном постаменте[73].
- Памятник Г. Р. Державину на улице Пролетарской. Открыт в 1997 г.[74][75]
- Памятник М. И. Калинину на проспекте Калинина.
- Памятный знак «Лёд и пламя» рядом с Училищем олимпийского резерва, открытый в 2021 г. и посвящённый В. Федермессеру[76].
- Памятник — дар городу от финских бизнесменов в знак сотрудничества в области камнеобработки.
- Памятник В. И. Ленину.
- Памятник пограничникам в сквере воинской славы[77].
- Знак «Кондопога — территория дружбы и сотрудничества».
- Мемориальная доска краеведу Г. Я. Пудышеву на пр. Калинина, 4[78].

Памятная доска Г. Я. Пудышеву в Кондопоге

- Мемориальная доска учителю С. В. Шежемскому на ул. Шежемского, 2[78].
- Мемориальная доска директору Кондопожского ЦБК с 1989 по 2008 гг. В. А. Федермессеру на ул. Советов, 22[78].
- Мемориальная доска директору Кондопожского ЦБК с 1955 по 1982 гг. В. М. Холопову на ул. Пролетарской, 23[78].
- Памятная доска правоохранителям, погибшим при выполнении задания — А. С. Моргуну, А. В. Николаеву и Г. У. Стасиловичу на ул. Советов, 39а[78].
- Мемориальные доски «Сталинград» и «Севастополь» на домах, уцелевших во время Великой Отечественной войны на ул. М. горького 8 и 18[78]
- Мемориальная доска в честь даты образования города на ул. Пролетарской, 23[78].
- Памятная доска в честь начала строительства бумажной фабрики (ул. Пролетарская, 23)[78].
- Мемориальная доска в честь размещения военного госпиталя в здании школы № 1 (ул. Пролетарская, 14)[78].
- Мемориальная доска партизанскому отряду «Большевик» на ул. Пролетарская, 29[78].
- Самый крупный средневековый некрополь Русского Севера с захоронениями XII-XVIII веков под сгоревшей деревянной церковной постройкой Успенской церкви [79].

## Достопримечательности

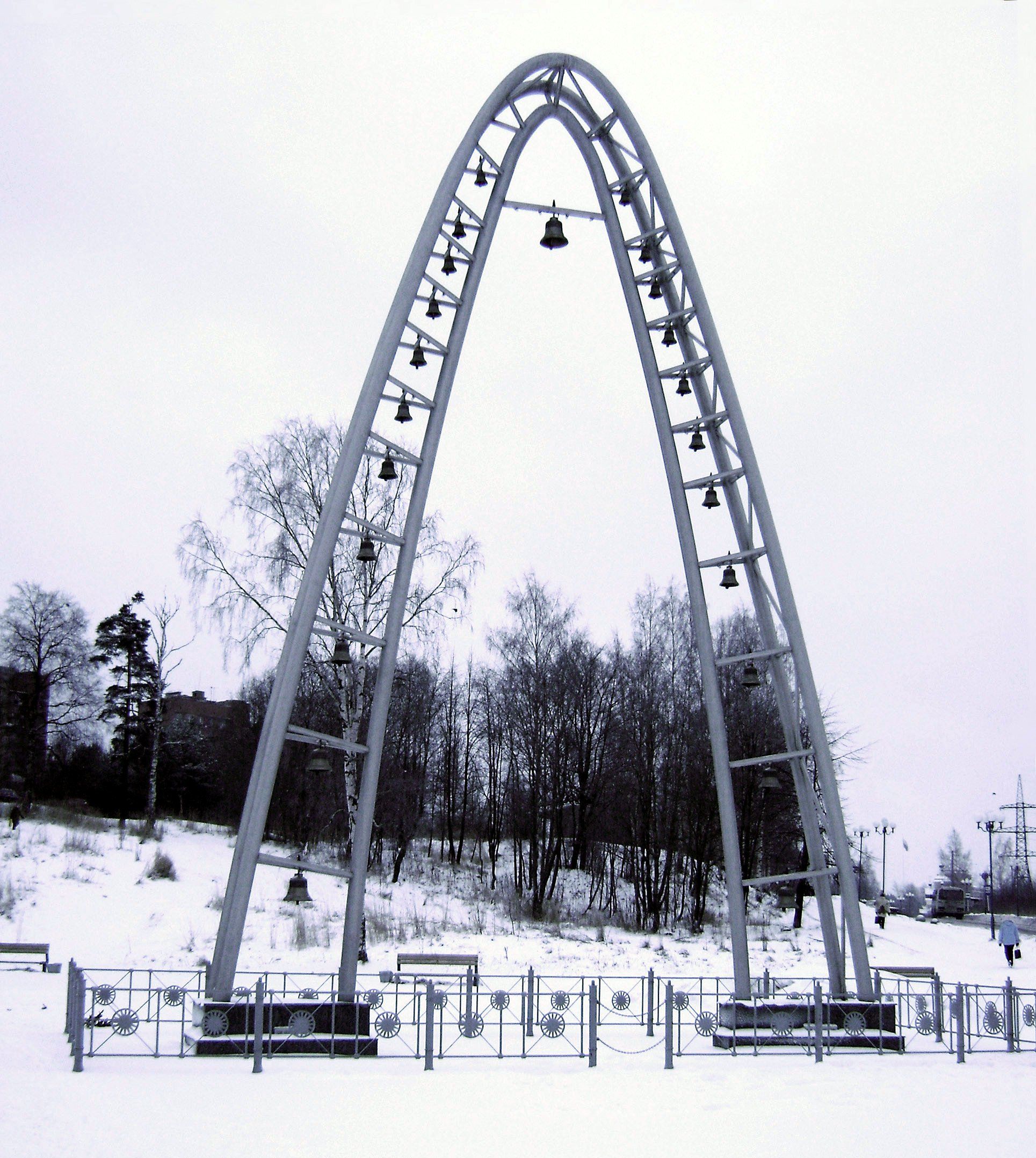
14-метровый карильон на 23 колокола

- В Кондопоге на берегу Онежского озера находилась деревянная шатровая Успенская церковь, построенная в 1774 году, реставрирована в 1927 и 1950-х годах. Церковь была построена в память о погибших участниках Кижского восстания 1769—1771 годов, в котором принимали участие и крестьяне Кондопожской волости. Полностью уничтожена пожаром 10 августа 2018 года[19][57]. Властями Карелии принято решение о восстановлении уникального памятника деревянного зодчества, которое получило поддержку Карельской епархией[80]. Проект восстановления церкви в мае 2020 года получил положительное заключение государственной историко-культурной экспертизы[81]. В рамках проекта по реставрации сгоревшего храма археологи с 2019 года проводят спасательные раскопки. В ходе раскопок ученые обнаружили под Успенской церковью ранее неизвестный слой, чье последующее изучение указало на присутствие обширного некрополя в окрестностях сгоревшего храма, на территории которого ученые обнаружили останки более шести десятков жителей средневековой Карелии [79].
- В городе находятся два карильона из 23 и 18 колоколов. Они были установлены в 2001 году. Карильоны были изготовлены в Нидерландах (больший карильон — фирмой «Petit & Fritsen[англ.]»), по заказу руководства ОАО «Кондопога».

## Почётные жители города Кондопога
- Вайганов Николай Иванович (1919—2010). Участник Великой Отечественной войны. Был первым секретарем кондопожского райкома партии, председателем исполкома Кондопожского Совета депутатов трудящихся.
- Каденко Иван Иванович (16 августа 1921 года — 28 апреля 1991 года) — участник Великой Отечественной войны. С 1965 по 1977 годы возглавлял Кондопожское отделение ДОСААФ.
- Клишов Виктор Матвеевич (1925—1986). Участник Великой Отечественной войны. После войны трудился на Кондопожской ГЭС мастером по ремонту оборудования.
- Ларькин Иван Фёдорович (1924—2002) — гвардии младший сержант, полный кавалер Ордена Славы.
- Немов Иван Сергеевич. Участник Великой Отечественной войны, ветеран Кондостроя, всю жизнь отдал комбинату.
- Пильщиков Иван Ефремович (1898 — дата смерти неизвестна) — участник боёв на Карельском фронте во время Великой Отечественной войны, командир 1070–го стрелкового полка 313-й Петрозаводской дивизии. Освобождал Повенец, Медвежъегорск, первым 28 июня 1944 года вступил в Кондопогу.
- Федермессер Виталий Александрович (1940—2008), с 1989 по 2008 год генеральный директор Кондопожского ЦБК.
- Холопов Виктор Михайлович (1910—2007). С 1955 по 1982 год был директором Кондопожского ЦБК. Герой Социалистического Труда.

см. также См.: Родившиеся в Кондопоге

## Комментарии

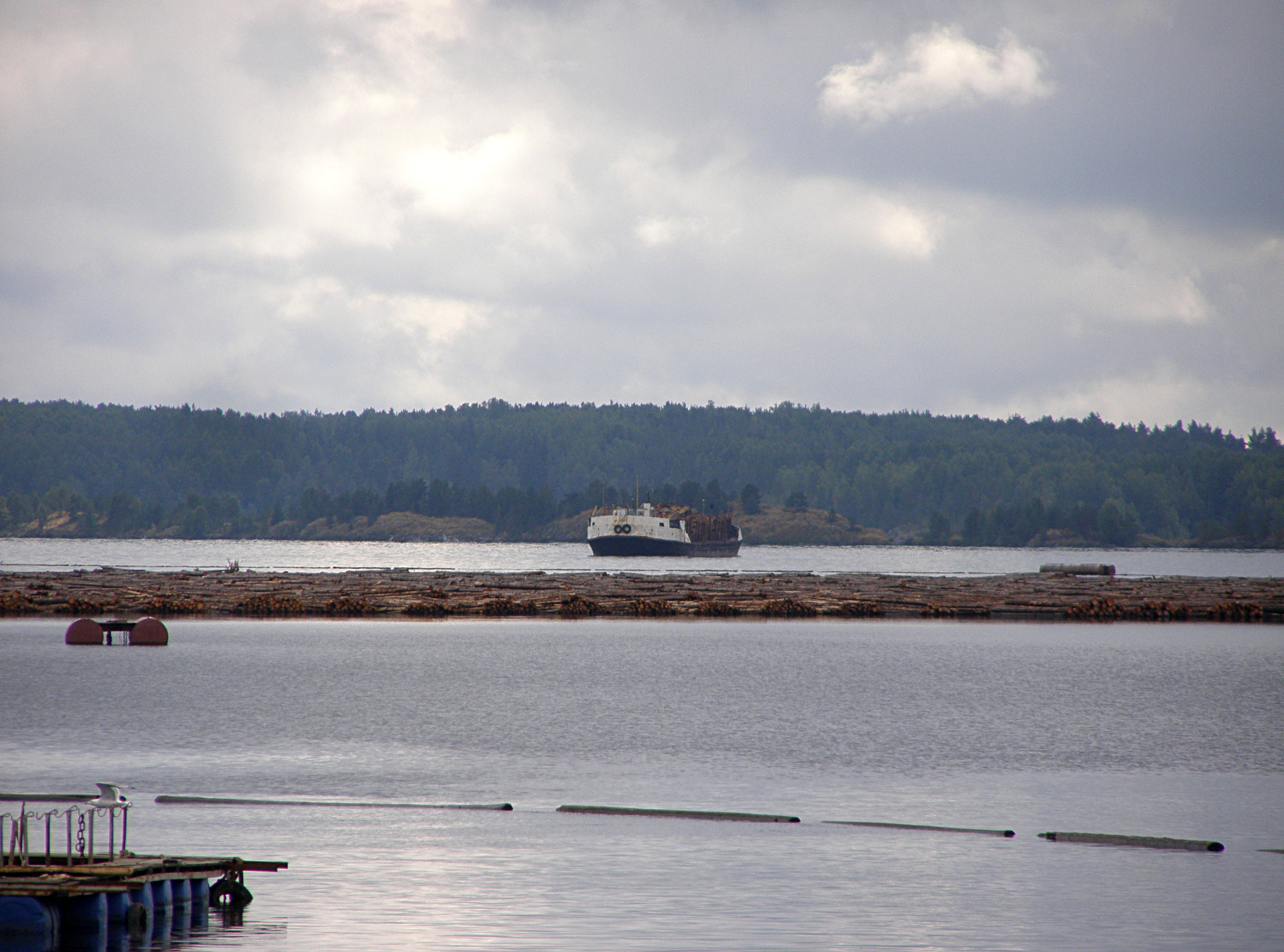
Кондопожская губа Онежского озера

1. ↑  Карельское название города представляет собой сложное слово[3], и потому ударение несут первые слоги обоих его компонентов (Kóndupòhju); так же произносится финское название города Kóntupòhja[источник не указан 1930 дней].
Русское название города в Карелии произносят с ударением на первый слог. В других регионах оно чаще произносится с ударением на третий слог, поскольку такое положение ударения типично для четырёхсложных слов в русском языке[3][4].
В нормативном «Словаре собственных имён русского языка» Ф. Л. Агеенко указаны основное ударение на третьем слоге и побочное (второстепенное) — на первом[5].